# Un mondo di donne
Un mondo di donne è l'ottavo album di Gianni Morandi, pubblicato nel 1971. Nei titoli sono presenti nomi femminili.

## Tracce
1. Buonanotte Elisa (Paolo Amerigo Cassella/Riccardo Cocciante) - 3:34
2. Angela (Luigi Tenco) - 3:05
3. Rosabella (Roberto Vecchioni/Renato Pareti) - 2:59
4. Teneramente Annamaria (Giacomo Rondinella/Gino Santercole) - 3:20
5. Balla Linda (Mogol/Lucio Battisti) - 2:53
6. La canzone di Marinella (Fabrizio De André) - 3:29
7. Sta arrivando Francesca (Franco Migliacci/Claudio Mattone) - 3:22
8. Maria (Alberto Curci) - 2:39
9. Raffaella una santa non è (Roberto Vecchioni/Renato Pareti, Dino Sarti) - 3:07
10. Teresa (Sergio Endrigo) - 3:12
11. Una ragazza di nome Mariarosa (Gianfranco Miti, Gianni Genova, Gianni Morandi) - 3:09
12. Marina (Rocco Granata) - 3:50